# Godfrey Rampling
Godfrey Rampling (Londres, Reino Unido, 14 de mayo de 1909-Bushey, Reino Unido, 20 de junio de 2009) fue un atleta británico, especialista en la prueba de 4x400 m en la que llegó a ser campeón olímpico en 1936.

## Carrera deportiva
En los JJ. OO. de Berlín 1936 ganó la medalla de oro en los relevos 4x400 metros, con un tiempo de 3:09.0 segundos, llegando a meta por delante de Estados Unidos (plata) y Alemania (bronce), siendo sus compañeros de equipo: Freddie Wolf, Bill Roberts y Godfrey Brown.